# Sematech
Sematech (англ. Semiconductor Manufacturing Technology) — некоммерческий консорциум, проводящий исследования в области производства интегральных микросхем и внедряющий новые технологии в производство. Основан в 1987 году.
Консорциум финансируется за счёт членских взносов от различных компаний, в частности: AMD, Digital Equipment, Hewlett-Packard, Intel, IBM, Lucent Technologies, Motorola, National Semiconductor, Rockwell International и Texas Instruments. До 1998 года 50 % финансирования получал от США в виде субсидий, в том числе от DoD по программе DARPA.

## История
Работа консорциума началась с 1988 года. В 1988—1990 годах президентом Sematech был Роберт Нойс.
В 1994 году было принято решение отказаться от госфинансирования к концу 1997 года.
В середине 2000-х консорциум предлагал программу 300mmPrime по переконфигурации полупроводникового производств на 300-мм пластинах для снижения стоимости продукции. В 2007 году консорциум объявил о начале инициативы по переходу к 450-мм пластинам.

## Члены
В международное подразделение ISMI входят:
- GlobalFoundries
- Hewlett Packard
- IBM
- Intel
- Samsung
- UMC
- TSMC (c 2011 года[11])
- Micron
- Renesas
- Texas Instruments
- Toshiba

## Области исследований
SEMATECH проводит исследования технологических и экономических проблем в использовании новых материалов, процессов и оборудования для микроэлектронного производства. Среди перспективных направлений исследования:
- Иммерсионная литография
- EUV литография
- low-k материалы
- трехмерные интегральные микросхемы
- high-k материалы
- транзисторы следующего поколения
- RRAM[12]

## Мероприятия консорциума
- Litho Forum (каждые два года, посвящён технологиям литографии)[13]